# La Revanche de la créature
Série
L'Étrange Créature du lac noir
(1954) La créature est parmi nous
(1956)
Pour plus de détails, voir Fiche technique et Distribution.
La Revanche de la créature (Revenge of the Creature) est un film américain réalisé en relief (3D) par Jack Arnold, sorti en 1955.

## Synopsis
Ayant survécu après avoir été criblée de balles, une créature est capturée et envoyée à l'océanarium d'Ocean Harbor en Floride, où elle est étudiée par un psychologue animalier, le professeur Clete Ferguson (John Agar) et l'étudiante en ichtyologie Helen Dobson (Lori Nelson).
Helen et Clete commencent rapidement à tomber amoureux, au grand dam de Joe Hayes ( John Bromfield ), le gardien de la créature. Celle-ci tombe sous le charme de Helen, ce qui entrave gravement les efforts de Clete pour communiquer avec elle. En fin de compte, la créature s'échappe de son réservoir, tuant Joe dans le processus, et s'enfuit en pleine mer.
Incapable d'arrêter de penser à Helen, la créature commence bientôt à la traquer, elle et Clete, pour finalement l'enlever d'un restaurant en bord de mer où les deux sont à une fête. Clete essaie de lui donner la chasse, mais la créature s'échappe dans l'eau avec sa captive. Clete et la police arrivent juste à temps et lorsque la créature fait surface, la police lui tire dessus alors que Clete sauve Helen.

## Fiche technique
- Titre français : La Revanche de la créature
- Titre original : Revenge of the Creature
- Réalisation : Jack Arnold
- Scénario : William Alland et Martin Berkeley
- Production : William Alland
- Société de production : Universal Pictures
- Musique : William Lava et Herman Stein
- Photographie : Scotty Welbourne
- Direction artistique : Alexander Golitzen et Alfred Sweeney
- Décors de plateau : Julia Heron et Russell A. Gausman
- Montage : Paul Weatherwax
- Pays de production :  États-Unis
- Format : Noir et blanc - 2,00:1 - Mono - 35 mm
- Genre : Horreur, science-fiction
- Durée : 82 minutes
- Dates de sortie : 
  - États-Unis : 13 mai 1955
  - France : 31 août 1956

## Distribution

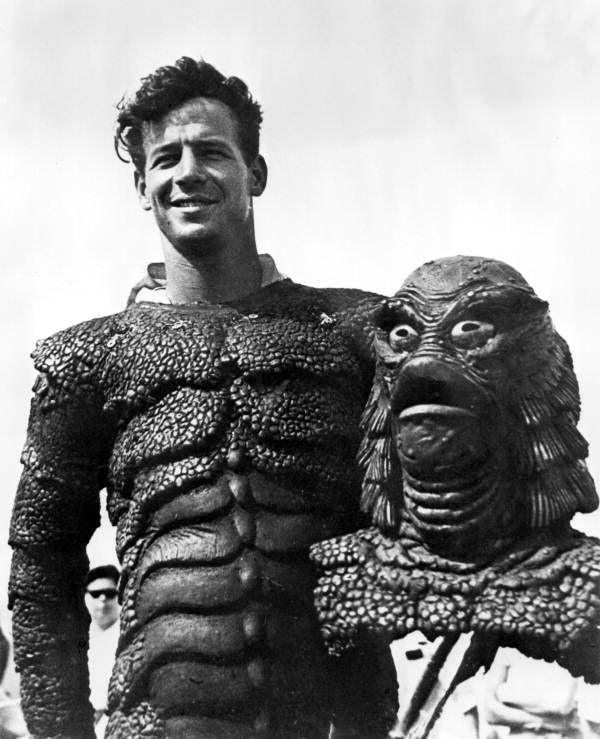
Ricou Browning dans son costume de la Créature (Gill-man). Il a joué dans L'Étrange Créature du lac noir (1954), La Revanche de la créature (1955), et La créature est parmi nous (1956).

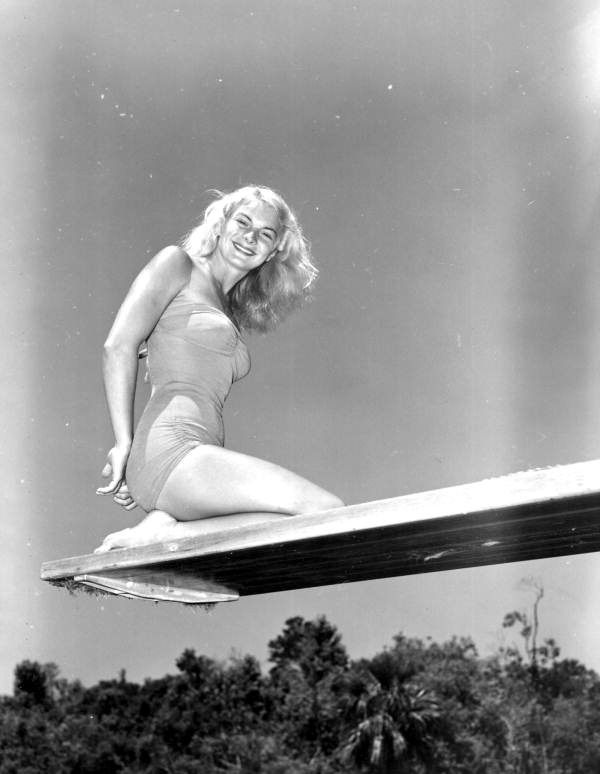
Ginger Stanley est la doublure féminine pour les scènes aquatique de L'Étrange Créature du lac noir (1954) et de La Revanche de la créature (1955).

- John Agar : Professeur Clete Ferguson
- Lori Nelson : Helen Dobson
- Ginger Stannley: Helen Dobson sous l'eau (non créditée)[1]
- Ricou Browning : La Créature sous l'eau
- Tom Hennesy : La Créature sur terre
- John Bromfield : Joseph Hayes
- Nestor Paiva : Capitaine Lucas
- Grandon Rhodes : Jackson Foster
- Dave Willock : Lou Gibson
- Robert Williams : George Johnson
- Charles Cane : Capitaine de police
- Clint Eastwood:  Jennings, le technicien de laboratoire (non crédité[2])

## Production
Ce film est la première apparition de Clint Eastwood au cinéma. Il joue le rôle d'un technicien de laboratoire.

## Suites
La Revanche de la créature est le deuxième opus d'une trilogie initiée en 1954 avec L'Étrange Créature du lac noir (Creature from the Black Lagoon) et poursuivie en 1956 avec La créature est parmi nous (The Creature Walks Among Us), de John Sherwood.